# Rectoria (Tossa de Mar)
Rectoria és una obra de Tossa de Mar (Selva) protegida com a Bé Cultural d'Interès Local.

## Descripció
La casa, és un immoble entre mitgeres, està situada entre el passeig del Mar i el carrer del Pou de la Vila. Consta de planta baixa i dos pisos amb coberta de teula àrab amb un petit ràfec. La façana presenta una distribució ordenada de les obertures amb brancals i arcs escarsers pedra. Als pisos hi trobem balcons enrasats amb barana de ferro.
Pel que fa a l'interior, destaca l'oratori del primer pis i a la planta baixa les cambres amb arrambadors d'un metre d'alçada de rajola, així com la cuina també enrajolada. Les finestres de la façana i la galeria de la façana posterior són elements dignes d'esment. La casa no ha patit transformacions considerables al llarg del temps tot i que part del pati posterior va ser segregada i venuda.

## Història
Es tracta d'un edifici construït a la segona meitat del segle xviii per una família de comerciants els Mont. L'activitat comercial del seu propietari Grau Mont Font (1752-1809) a diverses colònies americanes està àmpliament documentada. La seva vídua, Maria Capdaigua Gelpí (1751-1829) va deixar en el seu testament aquesta casa en usdefruit als rectors de Tossa mentre hi fessin vida.